# 칸 영화제 감독상
칸 영화제의 감독상(프랑스어: Prix de la mise en scène)은 당해 영화제 경쟁부문 상영작 중에서 최고로 평가받은 감독에게 수여하는 상이다. 공식 경쟁부문에 속하는 상이기 때문에 해당 심사위원단이 선정한다. 가장 최근의 수상자는 2023년 칸 영화제에 상영된 《프렌치 수프》를 감독한 쩐아인훙 감독이다.

## 역사
1946년 영화제에서 처음 수여되었다. 다만 초창기에는 상설부문으로 제정된 것은 아니어서, 수여되지 않은 해가 이듬해 1947년을 비롯해, 1953년, 1954년, 1960년, 1962년~1964년, 1971년, 1973년, 1974년, 1977년, 1980년 등 12차례에 달했다. 이와 더불어 1948년, 1950년, 2020년에는 영화제 자체가 열리지 않아 수상기록이 없으며, 1968년에는 프랑스 전역에서 68혁명이 벌어지는 바람에 영화제가 행사가 중단되어 기록을 남기지 못했다.
다른 경쟁부문에서도 간혹 발생하지만, 감독상은 심사위원의 의견이 팽팽하면 반드시 한 감독에게만 돌아가는 것이 아니라 두 감독에게 공동 수여하는 것으로 결론이 나기도 하는데 현재까지 총 7번의 공동 수상이 이뤄졌다 (1955년, 1969년, 1975년, 1983년, 2001년, 2002년, 2016년). 또 2019년에는 감독 혼자가 아니라 아예 감독팀 전체가 수상하기도 했는데, 《영 아메드》를 제작한 장피에르 다르덴, 뤼크 다르덴 감독 제작팀이 바로 그 주인공이다.
감독상 최다 수상자는 코헨 형제로 유일하게 3회 수상 기록을 가지고 있다. 여성감독 중에서는 1961년 《불타는 세월의 이야기》를 감독한 소련의 율리야 솔른체바가 처음으로 수상하였다. 감독상 수상자가 자신의 작품으로 영화제 최고상인 황금종려상을 받는 일은 몹시 드문 일로, 지금까지 딱 두 번의 동시수상 사례가 남아 있다. 하나는 1991년 코엔 형제 감독의 《바톤 핑크》, 다른 하나는 2003년 구스 반 산트 감독의 《엘리펀트》이다.

## 역대 수상자
| × | 공동수상 |

| 연도     | 감독                                  | 영화                                  | 원제                                                           |             |
| -------- | ------------------------------------- | ------------------------------------- | -------------------------------------------------------------- | ----------- |
| 1940년대 |                                       |                                       |                                                                |             |
| 1946     | 르네 클레망                           | 철로변 전투                           | La Bataille du rail                                            |             |
| 1947     | 수상자 없음                           | 수상자 없음                           | 수상자 없음                                                    |             |
| 1948     | 영화제 미개최, 수상자 없음            | 영화제 미개최, 수상자 없음            | 영화제 미개최, 수상자 없음                                     |             |
| 1949     | 르네 클레망                           | 말라파가의 성벽                       | Au-delà des grilles                                            |             |
| 1950년대 |                                       |                                       |                                                                |             |
| 1950     | 영화제 미개최, 수상자 없음            | 영화제 미개최, 수상자 없음            | 영화제 미개최, 수상자 없음                                     |             |
| 1951     | 루이스 부뉴엘                         | 잊혀진 사람들                         | Los Olvidados                                                  |             |
| 1952     | 크리스티앙 자크                       | 팡팡 튤립                             | Fanfan la Tulipe                                               |             |
| 1953     | 수상자 없음                           | 수상자 없음                           | 수상자 없음                                                    | 수상자 없음 |
| 1954     | 수상자 없음                           | 수상자 없음                           | 수상자 없음                                                    | 수상자 없음 |
| 1955     | 줄스 다신 ×                           | 리피피                                | Du rififi chez les hommes                                      |             |
| 1955     | 세르게이 바실례프 ×                   | 시프카의 영웅                         | Герои Шипки                                                    |             |
| 1956     | 세르게이 유트케비치                   | 오델로                                | Отелло                                                         |             |
| 1957     | 로베르 브레송                         | 사형수 탈출하다                       | Un condamné à mort s'est échappé ou Le vent souffle où il veut |             |
| 1958     | 잉마르 베리만                         | 생명에 가까이                         | Nära livet                                                     |             |
| 1959     | 프랑수아 트뤼포                       | 400번의 구타                          | Les Quatre Cents Coups                                         |             |
| 1960년대 |                                       |                                       |                                                                |             |
| 1960     | 수상자 없음                           | 수상자 없음                           | 수상자 없음                                                    |             |
| 1961     | 율리야 솔른체바                       | 불타는 세월의 이야기                  | Повесть пламенных лет                                          |             |
| 1962     | 수상자 없음                           | 수상자 없음                           | 수상자 없음                                                    |             |
| 1963     | 수상자 없음                           | 수상자 없음                           | 수상자 없음                                                    |             |
| 1964     | 수상자 없음                           | 수상자 없음                           | 수상자 없음                                                    |             |
| 1965     | 리비우 치우레이                       | 목매단 자의 숲                        | Pădurea spânzuraților                                          |             |
| 1966     | 세르게이 유트케비치                   | 폴란드의 레닌                         | Ленин в Польше                                                 |             |
| 1967     | 페렝 코사                             | 만 개의 태양                          | Tízezer nap                                                    |             |
| 1968     | 68 혁명으로 영화제 중단, 수상자 없음  | 68 혁명으로 영화제 중단, 수상자 없음  | 68 혁명으로 영화제 중단, 수상자 없음                           |             |
| 1969     | 글라우베 로샤 ×                       | 죽음의 안토니우                       | O Dragão da Maldade contra o Santo Guerreiro                   |             |
| 1969     | 보이테흐 야스니 ×                     | 모두 착한 사람들                      | Všichni dobří rodáci                                           |             |
| 1970년대 |                                       |                                       |                                                                |             |
| 1970     | 존 부어만                             | 마지막 군주 레오                      | Leo the Last                                                   |             |
| 1971     | 수상자 없음                           | 수상자 없음                           | 수상자 없음                                                    |             |
| 1972     | 미클로스 얀초                         | 붉은 시편                             | Még kér a nép                                                  |             |
| 1973     | 수상자 없음                           | 수상자 없음                           | 수상자 없음                                                    |             |
| 1974     | 수상자 없음                           | 수상자 없음                           | 수상자 없음                                                    |             |
| 1975     | 미셸 브롤 ×                           | 오더러스                              | Les Ordres                                                     |             |
| 1975     | 코스타 카브라스 ×                     | 스페셜 섹션                           | Section spéciale                                               |             |
| 1976     | 에토레 스콜라                         | 추하고 더럽고 미천한                  | Brutti, sporchi e cattivi                                      |             |
| 1977     | 수상자 없음                           | 수상자 없음                           | 수상자 없음                                                    |             |
| 1978     | 오시마 나기사                         | 열정의 제국                           | 愛の亡霊                                                       |             |
| 1979     | 테렌스 멜릭                           | 천국의 나날들                         | Days of Heaven                                                 |             |
| 1980년대 |                                       |                                       |                                                                |             |
| 1980     | 수상자 없음                           | 수상자 없음                           | 수상자 없음                                                    |             |
| 1981     | 수상자 없음                           | 수상자 없음                           | 수상자 없음                                                    |             |
| 1982     | 베르너 헤어초크                       | 피츠카랄도                            | Fitzcarraldo                                                   |             |
| 1983     | 로베르 브레송 ×                       | 돈                                    | L'Argent                                                       |             |
| 1983     | 안드레이 타르코프스키 ×               | 노스탤지아                            |                                                                |             |
| 1984     | 베르트랑 타베르니에                   | 시골의 어느 하루                      | Un dimanche à la campagne                                      |             |
| 1985     | 앙드레 테시네                         | 랑데부                                | Rendez-vous                                                    |             |
| 1986     | 마틴 스콜세지                         | 특근                                  | After Hours                                                    |             |
| 1987     | 빔 벤더스                             | 베를린 천사의 시                      | Der Himmel über Berlin                                         |             |
| 1988     | 페르난도 솔라나스                     | 남쪽                                  | Sur                                                            |             |
| 1989     | 에미르 쿠스투리차                     | 집시의 시간                           | Дом за вешање                                                  |             |
| 1990년대 |                                       |                                       |                                                                |             |
| 1990     | 파벨 룽긴                             | 택시 블루스                           | Такси-блюз                                                     |             |
| 1991     | 조엘 코엔                             | 바톤 핑크                             | Barton Fink                                                    |             |
| 1992     | 로버트 알트만                         | 플레이어                              | The Player                                                     |             |
| 1993     | 마이크 리                             | 네이키드                              | Naked                                                          |             |
| 1994     | 난니 모레티                           | 나의 즐거운 일기                      | Caro diario                                                    |             |
| 1995     | 마티외 카소비츠                       | 증오                                  | La Haine                                                       |             |
| 1996     | 조엘 코엔                             | 파고                                  | Fargo                                                          |             |
| 1997     | 왕가위                                | 해피 투게더                           | 春光乍洩                                                       |             |
| 1998     | 존 부어만                             | 제너럴                                | The General                                                    |             |
| 1999     | 페드로 알모도바르                     | 내 어머니의 모든 것                   | Todo sobre mi madre                                            |             |
| 2000년대 |                                       |                                       |                                                                |             |
| 2000     | 에드워드 양                           | 하나 그리고 둘                        | 一一                                                           |             |
| 2001     | 조엘 코엔 ×                           | 그 남자는 거기 없었다                 | Man Who Wasn't There                                           |             |
| 2001     | 데이비드 린치                         | 멀홀랜드 드라이브                     | Mulholland Drive                                               |             |
| 2002     | 폴 토마스 앤더슨 ×                    | 펀치 드렁크 러브                      | Punch-Drunk Love                                               |             |
| 2002     | 임권택 ×                              | 취화선                                | 취화선                                                         |             |
| 2003     | 구스 반 산트                          | 엘리펀트                              | Elephant                                                       |             |
| 2004     | 토니 갓 리프                          | 추방된 사람들                         | Exils                                                          |             |
| 2005     | 미카엘 하네케                         | 히든                                  | Caché                                                          |             |
| 2006     | 알레한드로 곤잘레스 이냐리투          | 바벨                                  | Babel                                                          |             |
| 2007     | 줄리안 슈나벨                         | 잠수종과 나비                         | 'Le Scaphandre et le Papillon                                  |             |
| 2008     | 누리 빌게 제일란                      | 쓰리 몽키스                           | Üç Maymun                                                      |             |
| 2009     | 브릴얀테 멘도사                       | 일살                                  | Kinatay                                                        |             |
| 2010년대 |                                       |                                       |                                                                |             |
| 2010     | 마티유 아말릭                         | 온 투어                               | Tournée                                                        |             |
| 2011     | 니콜라스 빈딩 레픈                    | 드라이브                              | Drive                                                          |             |
| 2012     | 카를로스 레이가다스                   | 어둠 뒤에 빛이 있으라                 | Post Tenebras Lux                                              |             |
| 2013     | 아마트 에스칼란테                     | 헬리                                  | Heli                                                           |             |
| 2014     | 베넷 밀러                             | 폭스캐처                              | Foxcatcher                                                     |             |
| 2015     | 허우샤오시엔                          | 자객 섭은낭                           | 刺客聶隱娘                                                     |             |
| 2016     | 올리비에 아사야스 ×                   | 퍼스널 쇼퍼                           | Personal Shopper                                               |             |
| 2016     | 크리스티안 문지우 ×                   | 엘리자의 내일                         | Bacalaureat                                                    |             |
| 2017     | 소피아 코폴라                         | 매혹당한 사람들                       | The Beguiled                                                   |             |
| 2018     | 파베우 파블리코프스키                 | 콜드 워                               | Zimna wojna                                                    |             |
| 2019     | 다르덴 형제                           | 영 아메드                             | Le Jeune Ahmed                                                 |             |
| 2020년대 |                                       |                                       |                                                                |             |
| 2020     | 코로나19로 영화제 미개최, 수상자 없음 | 코로나19로 영화제 미개최, 수상자 없음 | 코로나19로 영화제 미개최, 수상자 없음                          |             |
| 2021     | 레오스 카락스                         | 아네트                                | Annette                                                        |             |
| 2022     | 박찬욱                                | 헤어질 결심                           | 헤어질 결심                                                    |             |
| 2023     | 쩐아인훙                              | 프렌치 수프                           | La Passion de Dodin Bouffant                                   |             |

## 최다 수상자
다음은 감독상을 2회 이상 수상받은 감독의 목록이다.
| 수상 횟수 | 감독                | 국적   |
| --------- | ------------------- | ------ |
| 3회       | 조엘 코엔           | 미국   |
| 2회       | 존 부어만           | 영국   |
| 2회       | 로베르 브레송       | 프랑스 |
| 2회       | 르네 클레망         | 프랑스 |
| 2회       | 세르게이 유트케비치 | 소련   |

## 같이 보기
- 은곰상 감독상 (베를린 영화제)
- 은사자상 (베니스 영화제)